# سیارک ۹۵۰

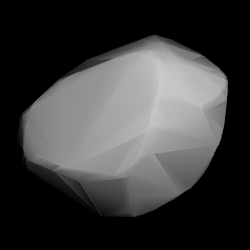
مدل سه‌بُعدی سیارک ۹۵۰ بر اساس منحنی نور آن

سیارک ۹۵۰ (به انگلیسی: 950 Ahrensa، نامگذاری:1921JP) نهصد و پنجاهمین سیارک کشف شده‌است که در ۱ آوریل ۱۹۲۱ و در هایدلبرگ کشف شد.
قدر مطلق سیارک برابر ۱۱٫۶۰ است.